# Harald Hein
Harald Hein (* 19. April 1950 in Tauberbischofsheim; † 20. Mai 2008 ebenda) war ein  deutscher Fechter, der mit dem Florett und mit dem Degen zur Weltklasse gehörte. Er wurde mehrfacher deutscher Meister und gewann Goldmedaillen bei Weltmeisterschaften und Olympischen Spielen.

## Leben
Harald Hein startete für den Fecht-Club Tauberbischofsheim und besuchte die Kaufmännische Schule Tauberbischofsheim. Der mit 1,70 Meter Körpergröße für einen Fechter eher kleine Sportler gehörte zur ersten Generation von Weltklassefechtern aus Tauberbischofsheim. 1969 war er Junioren-Vizeweltmeister mit dem Degen. 1970 gewann er das Frankenland-Turnier und wurde Junioren-Weltmeister mit dem Florett. Bei den Fechtweltmeisterschaften 1973 gewann er mit der Degen-Mannschaft Gold und wurde mit der Florett-Mannschaft Zweiter. 1974 erlitt er einen schweren Trainingsunfall, als ihm eine Waffe bis in die Lunge gestochen wurde, war aber kurz danach schon wieder auf der Planche. 
1976 wurde Harald Hein bei den Olympischen Spielen in Montreal Olympiasieger mit der Florettmannschaft.
Für diesen Erfolg erhielt er das Silberne Lorbeerblatt.
1977 wurde er mit der Florett-Mannschaft Weltmeister und im Einzel Zweiter. 1978 wurde er mit dem Florett Dritter im Einzel, 1979 gewann er mit der Mannschaft Bronze. 1983 wurde Harald Hein zum dritten Mal mit der Mannschaft Weltmeister, ein Jahr später bei den Olympischen Spielen 1984 gewann er mit der Mannschaft Silber. Bei den Fechtweltmeisterschaften 1985 gewann er im Einzel Bronze und mit der Mannschaft Silber. Harald Hein war 1969, 1970, 1971, 1976 und 1979 Deutscher Einzelmeister mit dem Florett.
Nach seiner Karriere als Weltklassefechter trainierte Hein Spitzenfechter wie die Olympiasiegerin Anja Fichtel. Seit 1994 leitete er als Inhaber das Transportunternehmen HMT in Tauberbischofsheim. Nach langer Krankheit ist er am 20. Mai 2008 an einem Hirntumor verstorben.

## Auszeichnungen
- Mit der Florettfechter-Nationalmannschaft bei der Wahl zur Mannschaft des Jahres 1977 ausgezeichnet.